# Niderviller
Niderviller (deutsch Niederweiler) ist eine französische Gemeinde mit 1152 Einwohnern (Stand 1. Januar 2022) im Département Moselle in der Region Grand Est (bis 2015 Lothringen).
Niderviller ist durch seine Steingutfabrik bekannt.

## Geografie
Die Gemeinde liegt etwa fünf Kilometer südöstlich von Sarrebourg. Durch den Norden des Gemeindegebietes führt der Rhein-Marne-Kanal, dessen letzte Schleuse vor der Vogesendurchquerung sich hier befindet (Port de l'Altmühl). Auch ein 240 m lange Kanaltunnel befindet sich auf dem Gemeindegebiet von Niderviller.
Ortsteile von Niderviller sind Vieux-Moulin (Altmühle) und Neubruch.

## Geschichte
Der Ort wurde im Dreißigjährigen Krieg zerstört und entvölkert und kam 1661 zu Frankreich. 1735 entstand die Marke Niderviller Keramik. Der Ort gehörte zwischen 1871 und 1919 zum Reichsland Elsaß-Lothringen und war in der Zeit von 1940 bis 1945 deutsch. Der ebenfalls zerstörte Nachbarort Oberviller wurde nicht wiederaufgebaut.
Im Gemeindewappen wird die Geschichte versinnbildlicht: Streifen und Fleur-de-Lys sind die Symbole der Familie Custines, die im 18. Jahrhundert die Herrschaft über Niderviller besaß und die Steingutfabrik gründete. Das rote Lothringerkreuz mit den Majuskeln N und V ist das Markenzeichen der Keramik.

### Bevölkerungsentwicklung
| Jahr      | 1962 | 1968 | 1975 | 1982 | 1990 | 1999 | 2007 | 2019 |
| Einwohner | 881  | 898  | 1010 | 1140 | 1072 | 1069 | 1128 | 1211 |

## Kultur und Sehenswürdigkeiten

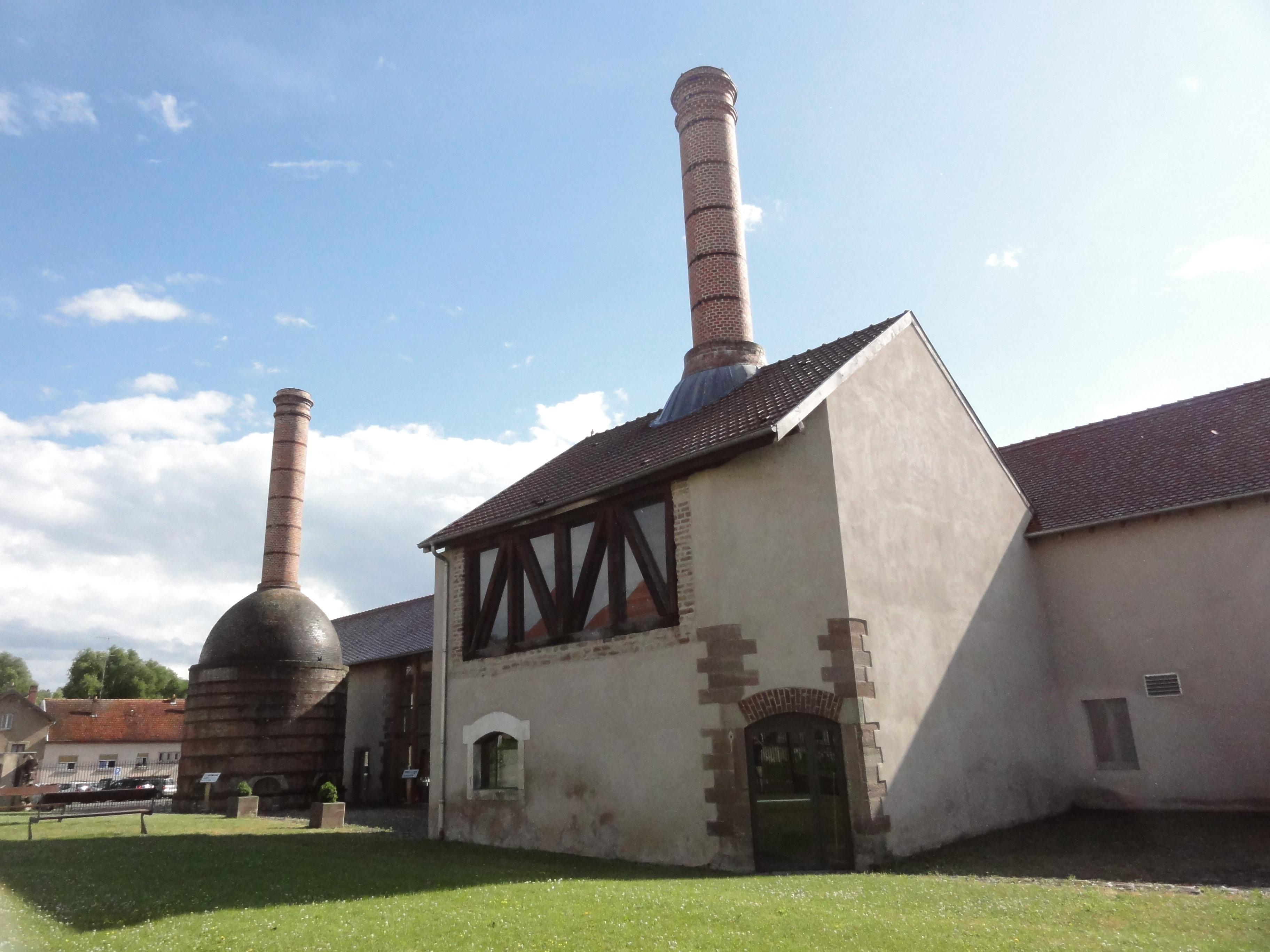
Keramikmanufaktur
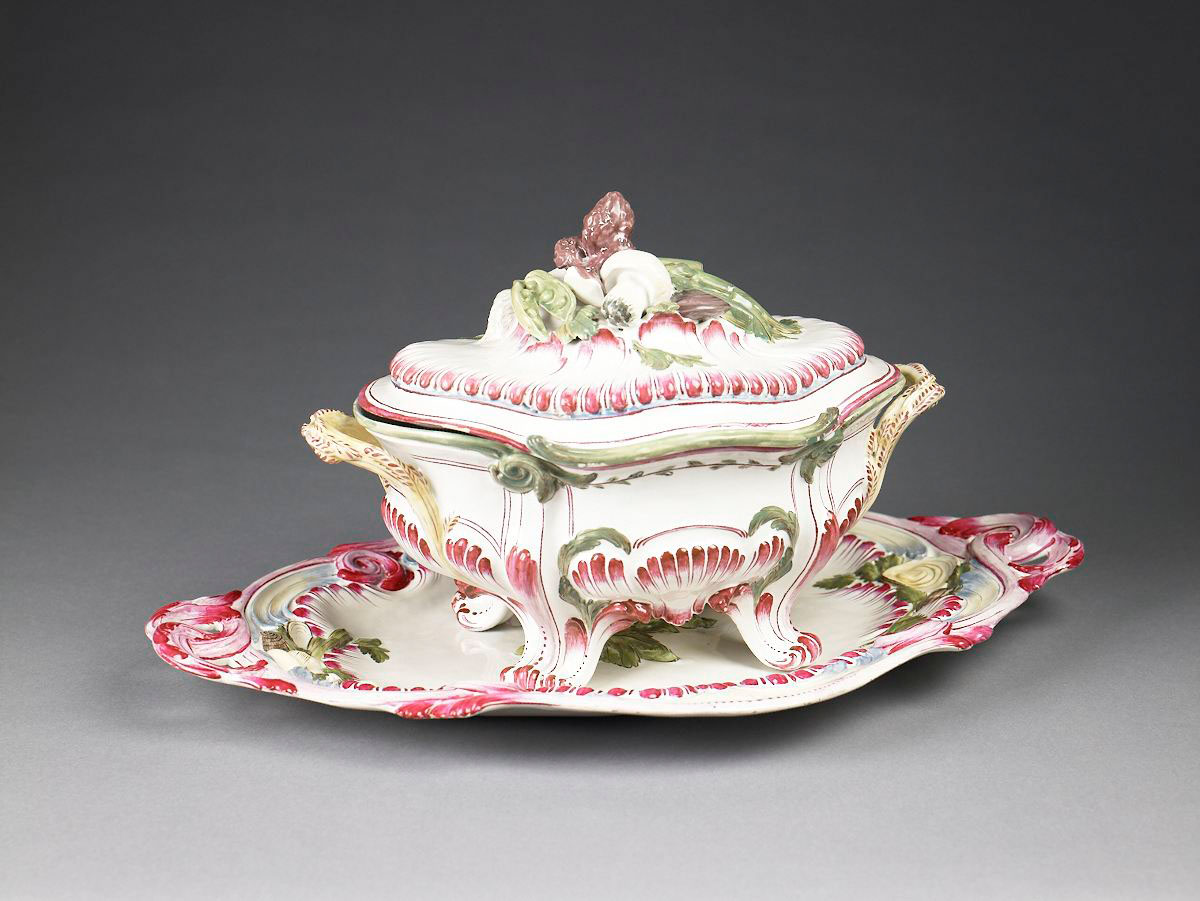
Suppeterrine - Niderviller ca. 1750 Birmingham Museum of Art
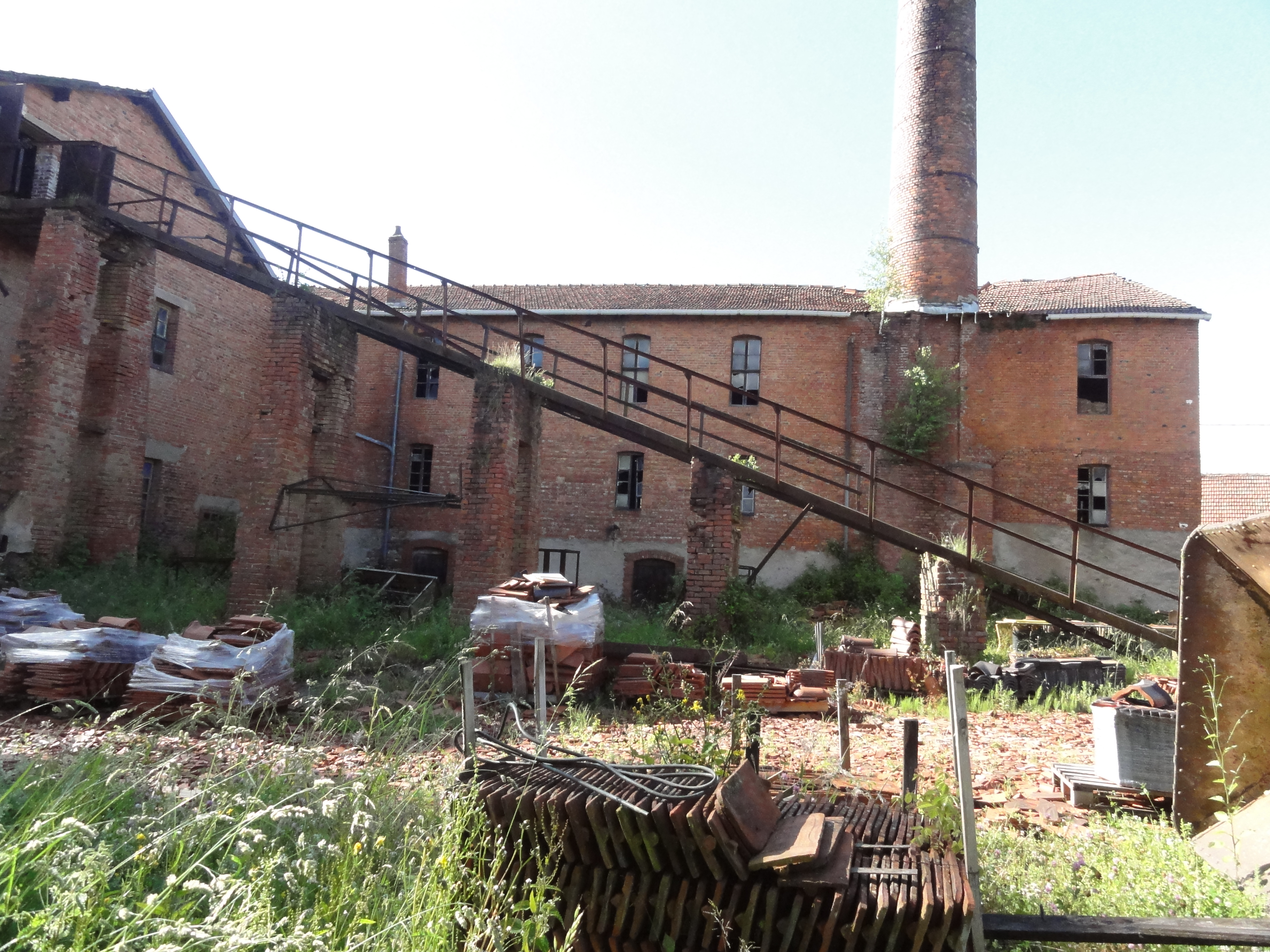
Ehemalige Ziegelei
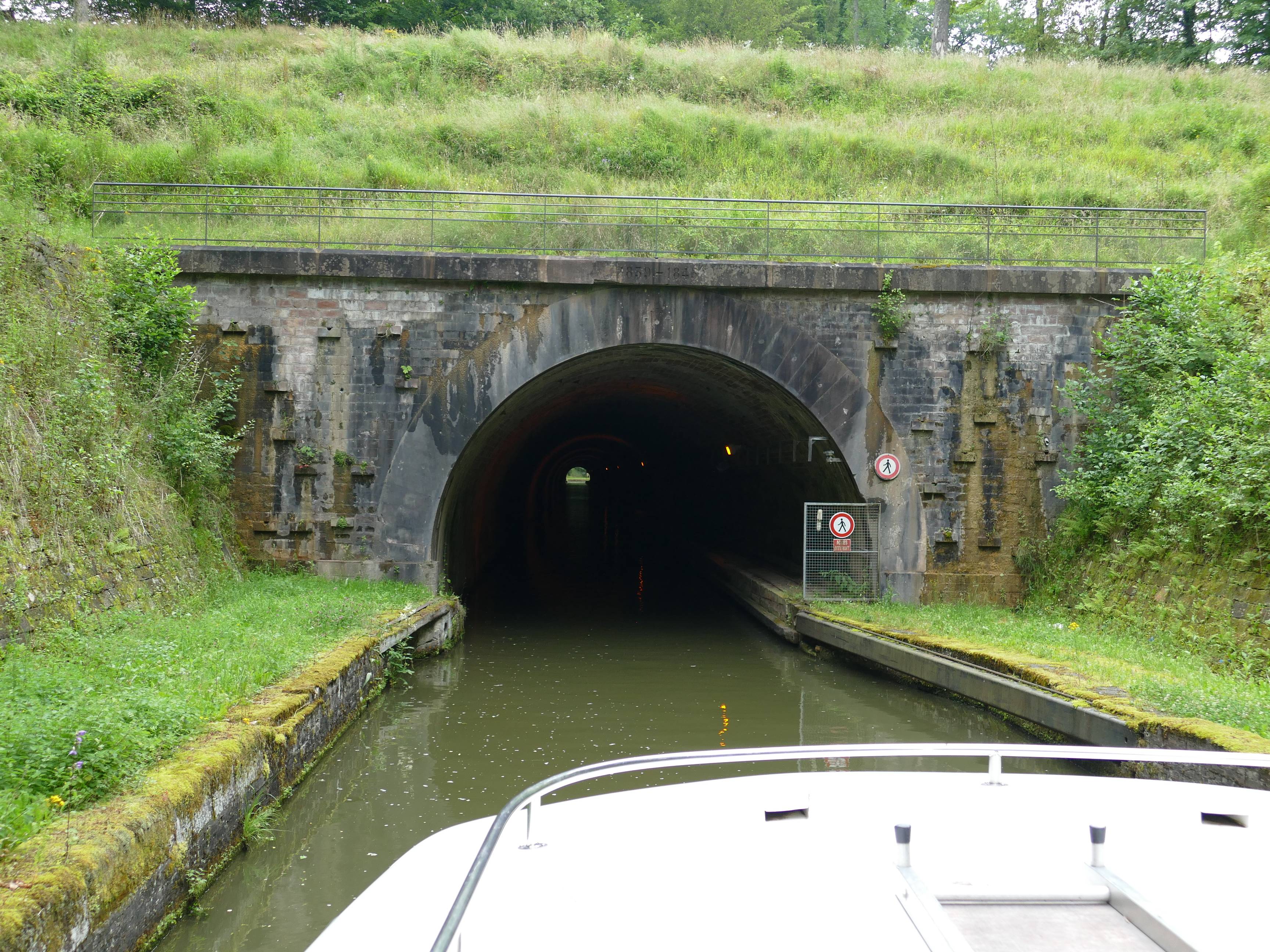
Kanaltunnel Niderviller
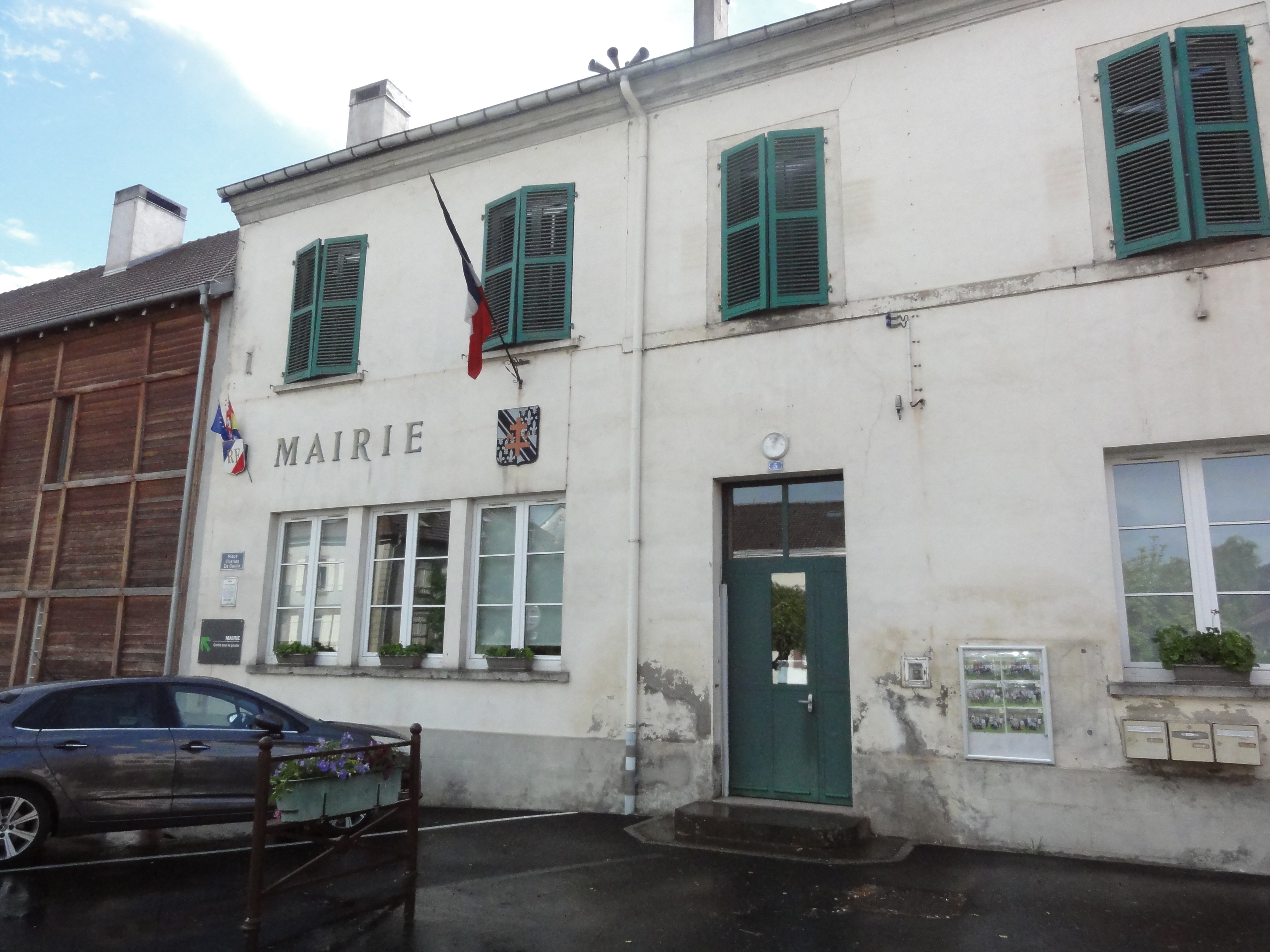
Rathaus

## Persönlichkeiten
Astolphe de Custine (1790–1857), französischer Reiseschriftsteller

## Belege
1. ↑  Wappenbeschreibung auf genealogie-lorraine.fr (französisch)